# Сперматека

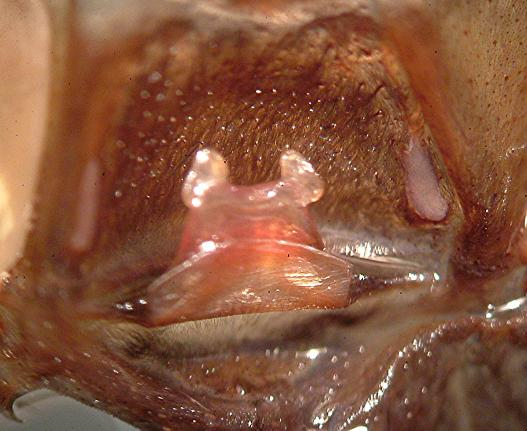
Сперматека тарантула Acanthoscurria geniculata

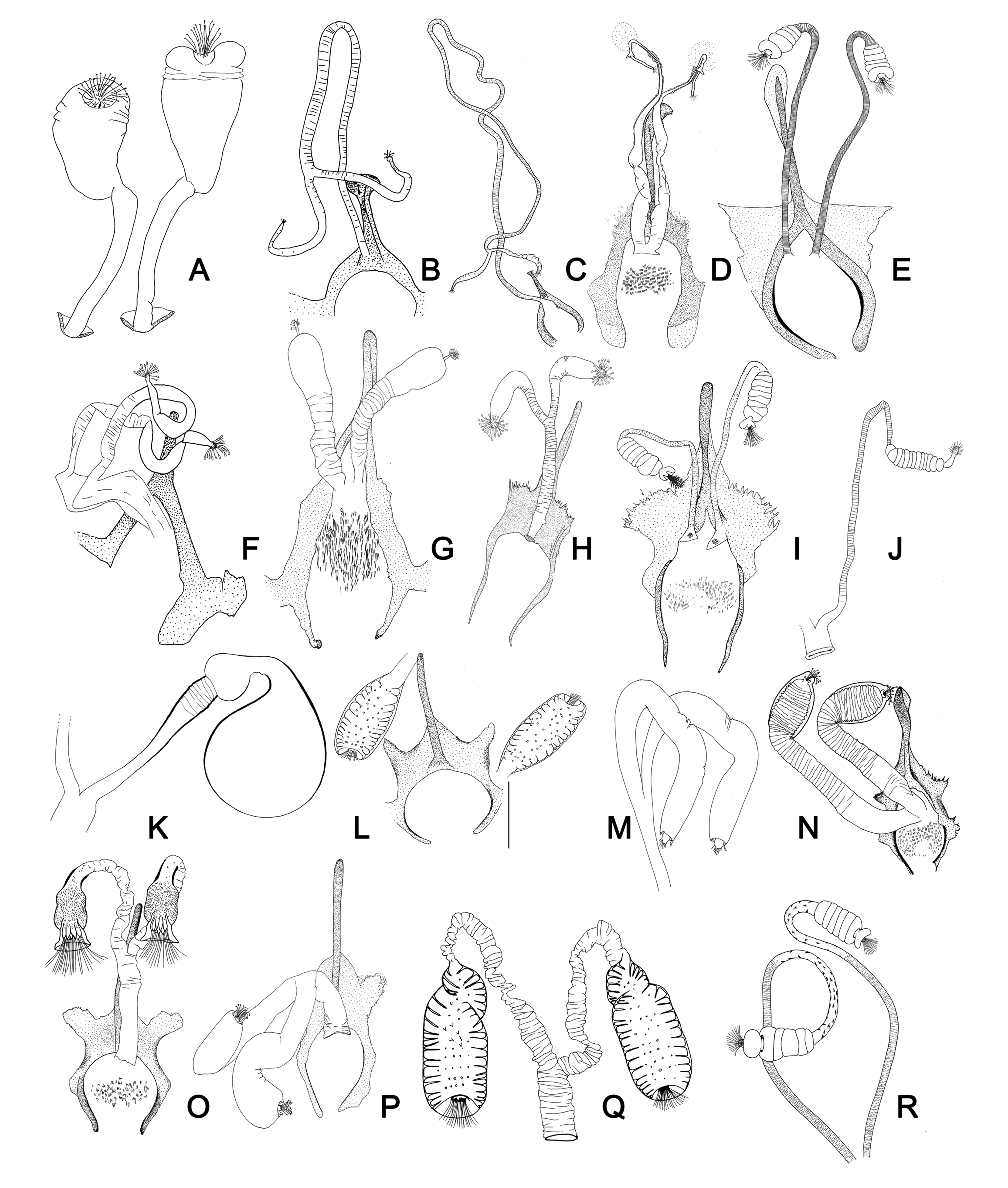
Разнообразие строения сперматек у москитов Phlebotominae (Diptera, Psychodidae)

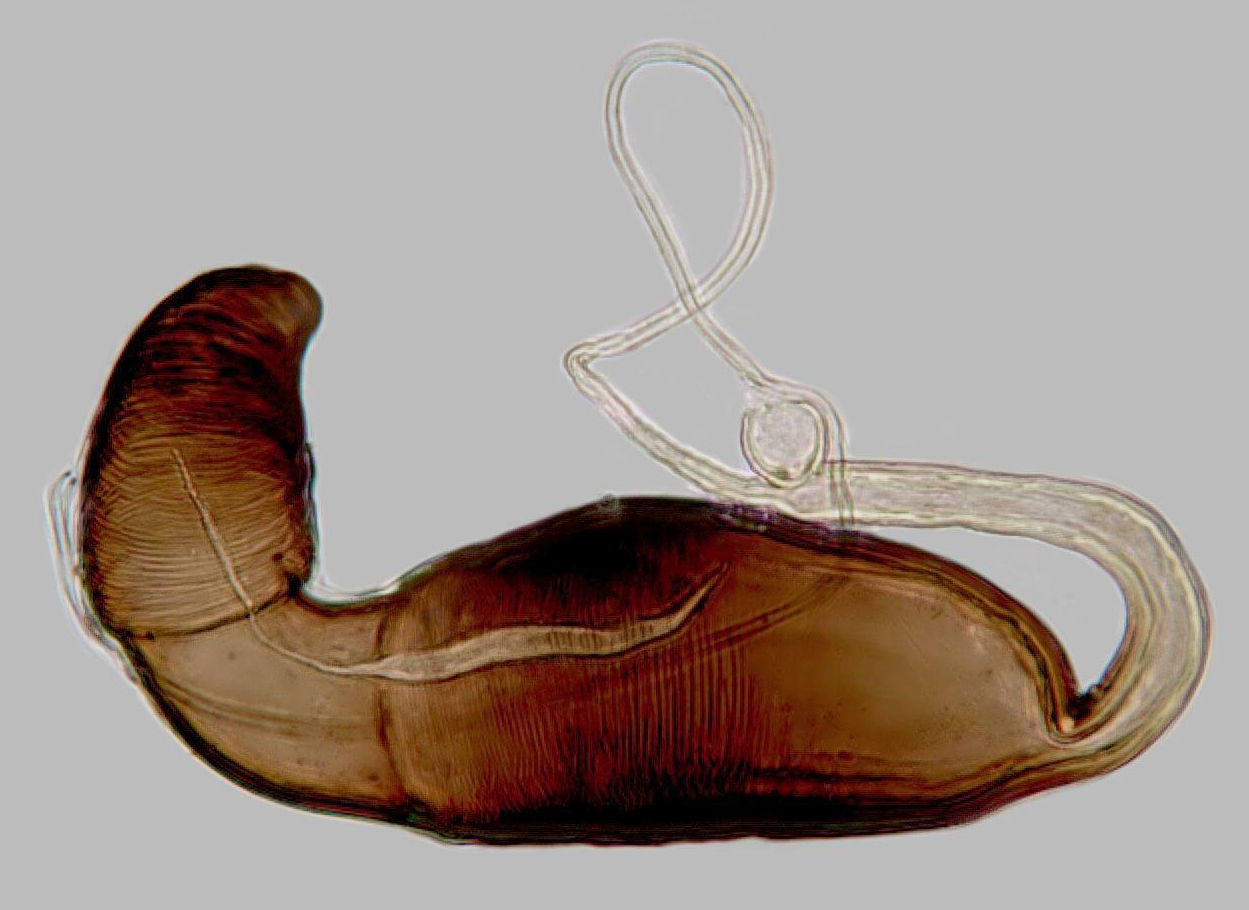
Сперматека жука Longitarsus pratensis

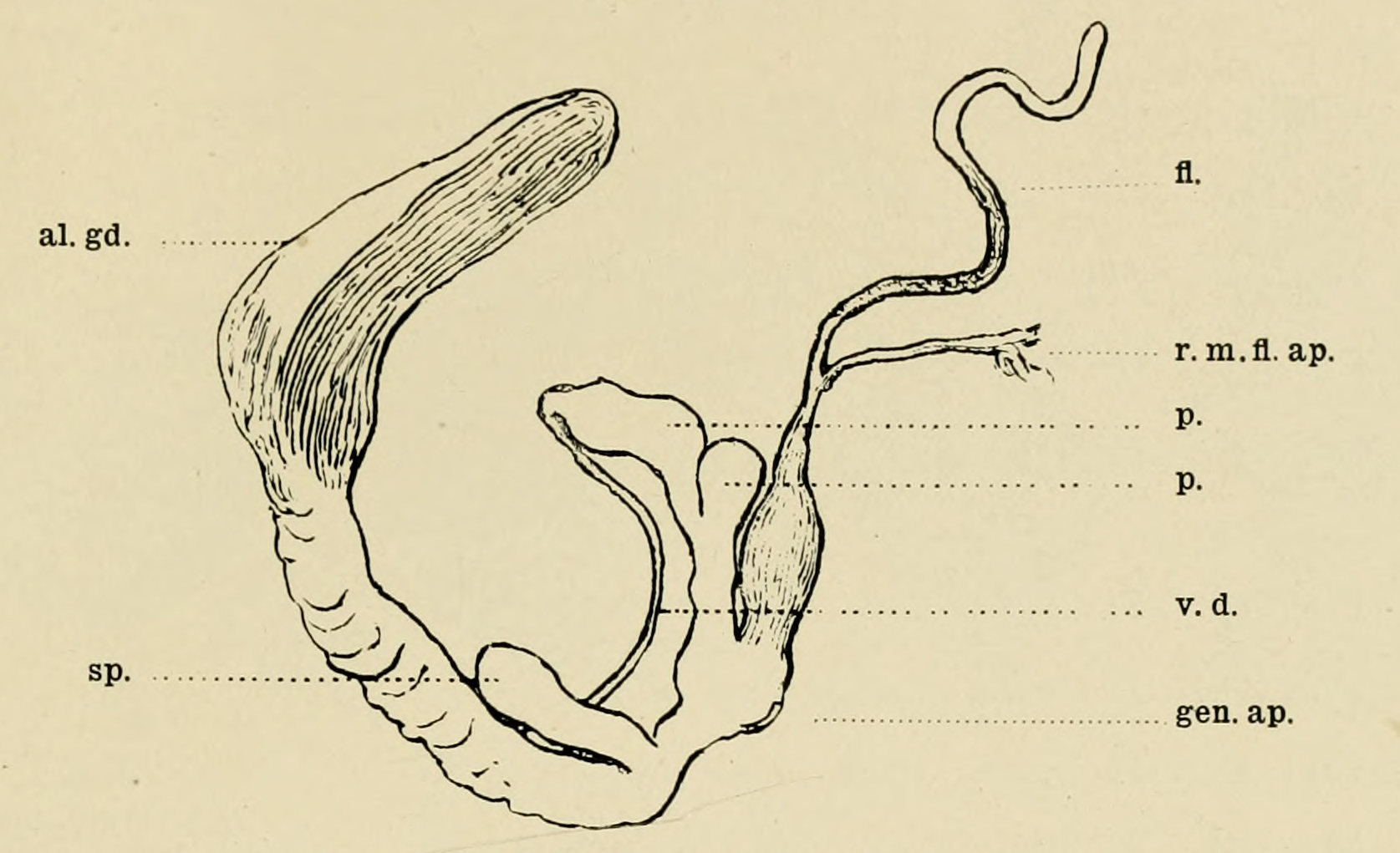
Гениталии улитки Achatinelloides balfouri. Сперматека обозначена sp

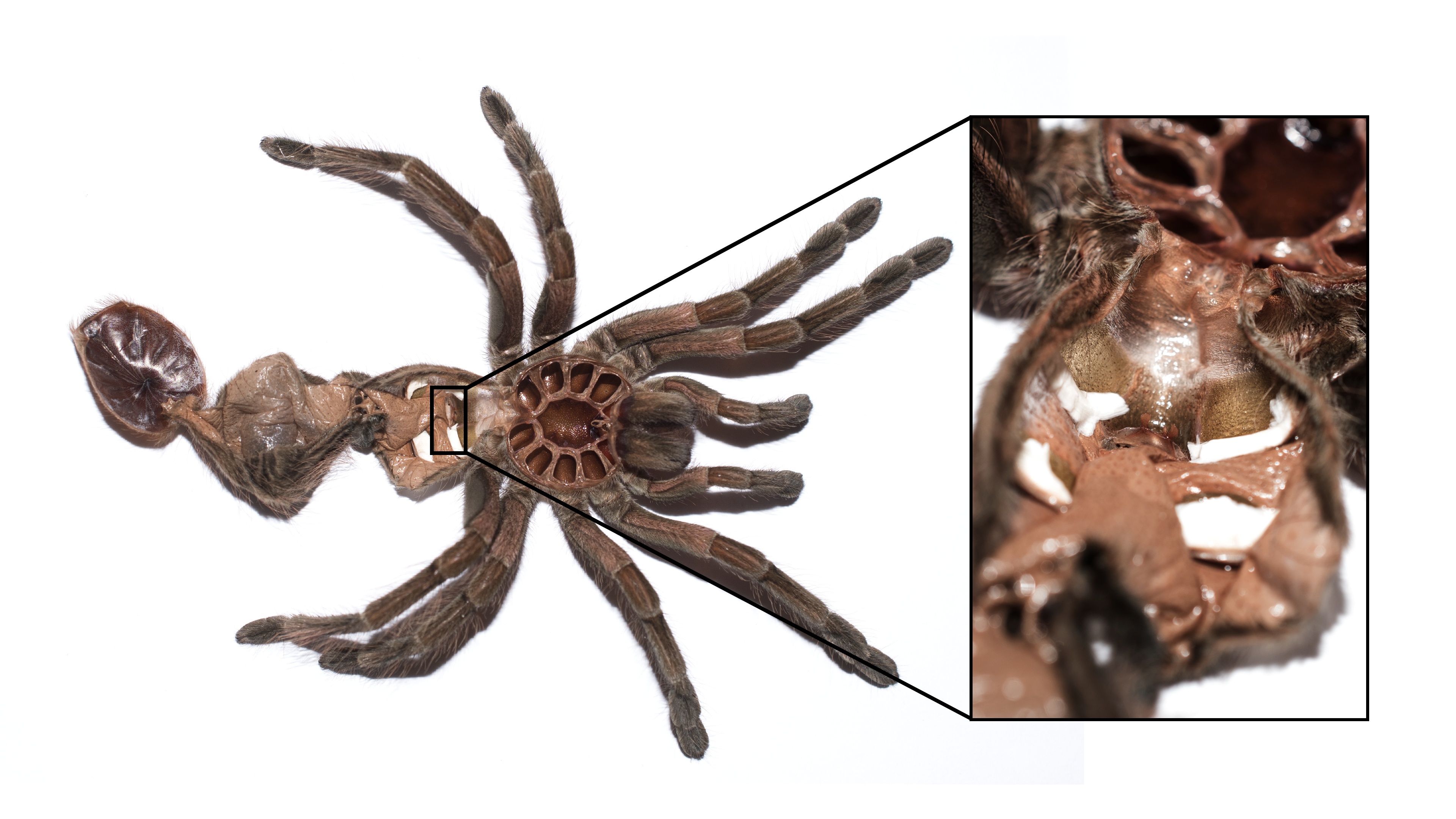
Остатки сперматеки на сброшенном хитиновом покрове самки паука-птицееда

Сперматека (греч. sperma = семя; theke = футляр), семяприёмник, семеприёмник, семенной рецептакул — часть женской половой системы животных, в которую попадает и длительное время хранится сперма после копуляции.

## Описание
Сперматека является органом женского полового тракта у многих насекомых, например, муравьёв, пчёл. У самок насекомых сперматека — это эктодермальный орган, отвечающий за приём, сохранение и высвобождение спермы для оплодотворения яиц. Её цель — получать и хранить сперму от самца или, в случае гермафродитов, мужского компонента тела. Сперматека иногда может быть местом оплодотворения, когда ооциты достаточно развиты.
Сперматека также встречается у паукообразных, моллюсков, кольчатых червей, нематод и амфибий, но сперматека, обнаруженная у насекомых, является наиболее хорошо изученной и наиболее широко распространённой. Сперматека насекомых имеет эктодермальное происхождение, и её основные функциональные части обычно включают проток, резервуар, мышечный насос и семенную железу. После копуляции сперма мигрирует из проксимальной части (которая может быть влагалищем, сумкой копулятивной, атриумом или половой камерой, в зависимости от насекомого) женского полового тракта через семяпровод и в резервуар. После того, как яйцеклетки высвобождаются из яичника, сперматозоиды возвращаются по этому маршруту, и происходит оплодотворение. Женский половой тракт, включая семяпровод, участвует в созревании или активации спермы. Внутри сперматеки сперматозоиды защищены от механических повреждений, контакта с гемолимфой и, предположительно, от свободных радикалов, таких как активные формы кислорода.
Некоторые виды животных имеют несколько сперматек. Например, некоторые виды дождевых червей имеют четыре пары сперматек — по одной паре в 6-м, 7-м, 8-м и 9-м сегментах. Сперматеки выстланы эпителием, принимают и хранят сперматозоиды другого дождевого червя во время копуляции.
У пауков также бывает несколько сперматек, чаще всего их 2, но у Tetragnatha их 3, у Segestria — 5, Clubiona — 6, а у Atypus — даже 28.
У некоторых низших шестиногих, таких как двухвостки и коллемболы, сперма также хранится в сперматеках. Их число варьируется; так, у Campodea sp. (Diplura) имеется одна сперматека, а у Collembola имеется две идентичные сперматеки. Однако у бессяжковых (Protura) сперматека отсутствует вообще.
Сперматека была зарегистрирована во всех отрядах насекомых, и у большинства изученных видов насекомых имеется одна сперматека (жесткокрылые, чешуекрылые, перепончатокрылые, прямокрылые); это число, по-видимому, является предковым состоянием, по крайней мере, для крылатых насекомых (Pterygota). Одна сперматека присутствует у подёнок (Ephemeroptera), что подтверждает, что это число является предковым состоянием у Pterygota. Количество сперматек может варьироваться в зависимости от семейства насекомых, и эти вариации, по-видимому, возникают независимо в ходе облучения насекомых. В разных отрядах насекомых, количество сперматек может варьироваться от одной или двух у полужесткокрылые (Hemiptera) до одной или четырёх у кожистокрылых (Dermaptera), до ни одной или одной у стрекоз (Odonata) и пухоеды и вши (Phthiraptera), и от ни одной до четырёх сперматек у двукрылых (Diptera). Необычно, что самки двукрылых насекомых Telmatoscopus albipunctatus (Diptera: Psychodidae) не имеют сперматеки, что требует от самцов введения своей неподвижной спермы глубоко в боковые яйцеводы самки. У некоторых полужесткокрылых настоящие эктодермальные сперматеки были заменены мезодермальными аналогами, такими как те, что обнаружены у Cimicidae или Tingidae.
В семействе клопов-кружевниц (Tingidae) есть псевдосперматека, которая расположена у основания яйцевода и, как предполагается, в какой-то момент времени функционировала как сперматека. В инфраотряде клопов Cimicomorpha, к которому относят кружевниц, происходит редукция или полное исчезновение сперматеки, что считается апоморфным признаком.
Нематода Caenorhabditis elegans имеет две сперматеки, по одной на конце каждой гонады. Сперматека C. elegans состоит из 24 гладких мышечных клеток, которые образуют растяжимую трубчатую структуру. Актиновые нити выстилают сперматику по окружности. Сперматека C. elegans используется в качестве модели для изучения механотрансдукции.
Пчеловод может исследовать сперматеку мёртвой пчелиной матки, чтобы выяснить, получила ли она сперму от самца. У многих видов безжалых пчёл, особенно Melipona bicolor, королева откладывает яйца во время процесса снабжения ячеек нектаром и откладки в них яиц, а сперматека оплодотворяет яйцо, когда оно проходит по яйцеводу. Гапло-диплоидная система определения пола позволяет королеве выбирать пол яйца.
У высокоразвитых в эволюционном плане видов муравьёв сперматеки развиты только у яйцекладущих самок (маток), но у примитивных видов (например, Megaponera analis) сперматеки и яичники сохраняются и у рабочих особей. Хотя они не спариваются и не продуцируют яиц. Сперматеки также имеются у гамэргатов и эргатоидных самок муравьёв.

## Время хранения спермы
Время хранения спермы и частота спаривания у насекомых различны, самки разных таксономических групп используют разные стратегии. Например, виды прямокрылых, жуков, чешуекрылых и термитов должны спариваться неоднократно, чтобы пополнить запасы спермы в семяприёмнике. Напротив, у эусоциальных перепончатокрылых самки спариваются только на короткий период в начале взрослой жизни, но могут хранить миллионы сперматозоидов в своих семяприемниках в течение многих лет. Например, у нескольких эусоциальных видов пчёл и муравьёв королевы спариваются с одним или несколькими самцами во время брачного полёта. Затем королевы могут откладывать оплодотворённые яйца в течение многих лет или даже десятилетий, производя сотни тысяч или даже миллионы отдельных особей потомства.